# Dryopteris athamantica
Dryopteris athamantica là một loài thực vật có mạch trong họ Dryopteridaceae. Loài này được (Kunze) Kuntze miêu tả khoa học đầu tiên năm 1891.